# 36264 Kojimatsumoto
36264 Kojimatsumoto è un asteroide della fascia principale. Scoperto nel 1999, presenta un'orbita caratterizzata da un semiasse maggiore pari a 2,9855792 au e da un'eccentricità di 0,0917765, inclinata di 10,89270° rispetto all'eclittica.